# 橋本光成
橋本 光成（はしもと みつなり、1980年3月12日 - ）は日本の元俳優。

## 来歴
1995年、「3年B組金八先生」第4シリーズに宮沢歩役として出演して注目を浴びるが、ファイナルには出演しないまま役者を引退した。最後のテレビ出演だった2004年に行われた「3年B組金八先生25周年記念同窓会」に出席し、結婚して子供に自身が演じた「歩」の名をつけたことを明かした。
2019年、武田鉄矢の古希の誕生日会に出席した。

## 出演

### 映画
- 機動刑事ジバン　大爆発！！恐怖の怪物工場（1989年)
- ひき逃げファミリー（1992年）

### テレビドラマ
- 特救指令ソルブレイン（1991年）- 田代敬太 役
- ドラマ新銀河（NHK）
  - 湯の町行進曲（1994年）- 江上誠 役
- 3年B組金八先生 第4シリーズ（1995-1996年) 宮沢歩 役
- 3年B組金八先生 第5シリーズ（1999-2000年) 宮沢歩 役　※ゲスト出演

| スタブアイコン | サブスタブ | この項目は、まだ閲覧者の調べものの参照としては役立たない、俳優（男優・女優）に関連した書きかけの項目です。この項目を加筆・訂正などしてくださる協力者を求めています（P:映画/PJ芸能人）。 |